# Isola Herring (Windmill)
L'isola Herring (in inglese Herring Island) è una piccola isola antartica facente parte dell'arcipelago Windmill.
Localizzata ad una latitudine di 66° 24' sud e ad una longitudine di 110°37' est, l'isola è lunga quasi 3 km e si trova nella parte meridionale dell'arcipelago, a circa 1 chilometro e mezzo dall'isola Cloyd. La zona è stata mappata per la prima volta mediante ricognizione aerea durante l'operazione Highjump e l'operazione Windmill, negli anni 1947-1948. È stata intitolata dalla US-ACAN al tenente C.C. Herring, fotografo dell'operazione Highjump.